# 珍妮·纽斯特德
珍妮·纽斯特德（英語：Jenny Newstead，？—），新西兰女子游泳运动员。她曾代表新西兰参加1992年和1996年夏季残疾人奥林匹克运动会游泳比赛，获得七枚金牌、二枚银牌和一枚铜牌。